# Schlacht bei Spichern
Weißenburg – Spichern – Wörth – Colombey – Straßburg – Toul – Mars-la-Tour – Gravelotte – Metz – Beaumont – Noisseville – Sedan – Sceaux – Chevilly – Bellevue – Artenay – Châtillon – Châteaudun – Le Bourget – Coulmiers – Amiens – Beaune-la-Rolande – Villepion – Loigny und Poupry – Orléans – Villiers – Beaugency – Nuits – Hallue – Bapaume – Villersexel – Le Mans – Lisaine – Saint-Quentin – Buzenval – Paris – Belfort
Die Schlacht bei Spichern (auch Schlacht bei Speichern, Schlacht bei Spicheren, in Frankreich auch Bataille de Forbach genannt) am 6. August 1870 war eine Schlacht des Deutsch-Französischen Krieges. Sie wurde nach ihrem Schauplatz, dem Dorf Spichern bei Forbach unweit der deutsch-französischen Grenze bei Saarbrücken, benannt.

## Zur Ausgangslage
Nach dem Gefecht am 2. August bei Saarbrücken hatte sich das 2. französische Korps unter General Frossard auf die Höhen von Spichern und unterhalb davon um die Dörfer Stieringen und Schöneck, westlich von Saarbrücken, zurückgezogen und die natürliche Verteidigungsfähigkeit durch Schützengräben und Batterieeinschnitte erhöht. Der festungsartige Rote Berg und das massive Dorf Stieringen-Wendel waren vortreffliche, kaum angreifbare Stützpunkte der Stellung. Aufklärer hatten dem französischen Oberkommando den Vormarsch von Teilen der 1. und 2. Armee unter Karl Friedrich von Steinmetz bzw. Friedrich Karl Nikolaus von Preußen bereits im Vorfeld gemeldet. Frossard hatte das Gelände eingehend studiert. Von seinem Quartier im Forbacher Rathaus stand er mit Marschall François-Achille Bazaine in Sankt Avold in Verbindung.

## Erste Kämpfe

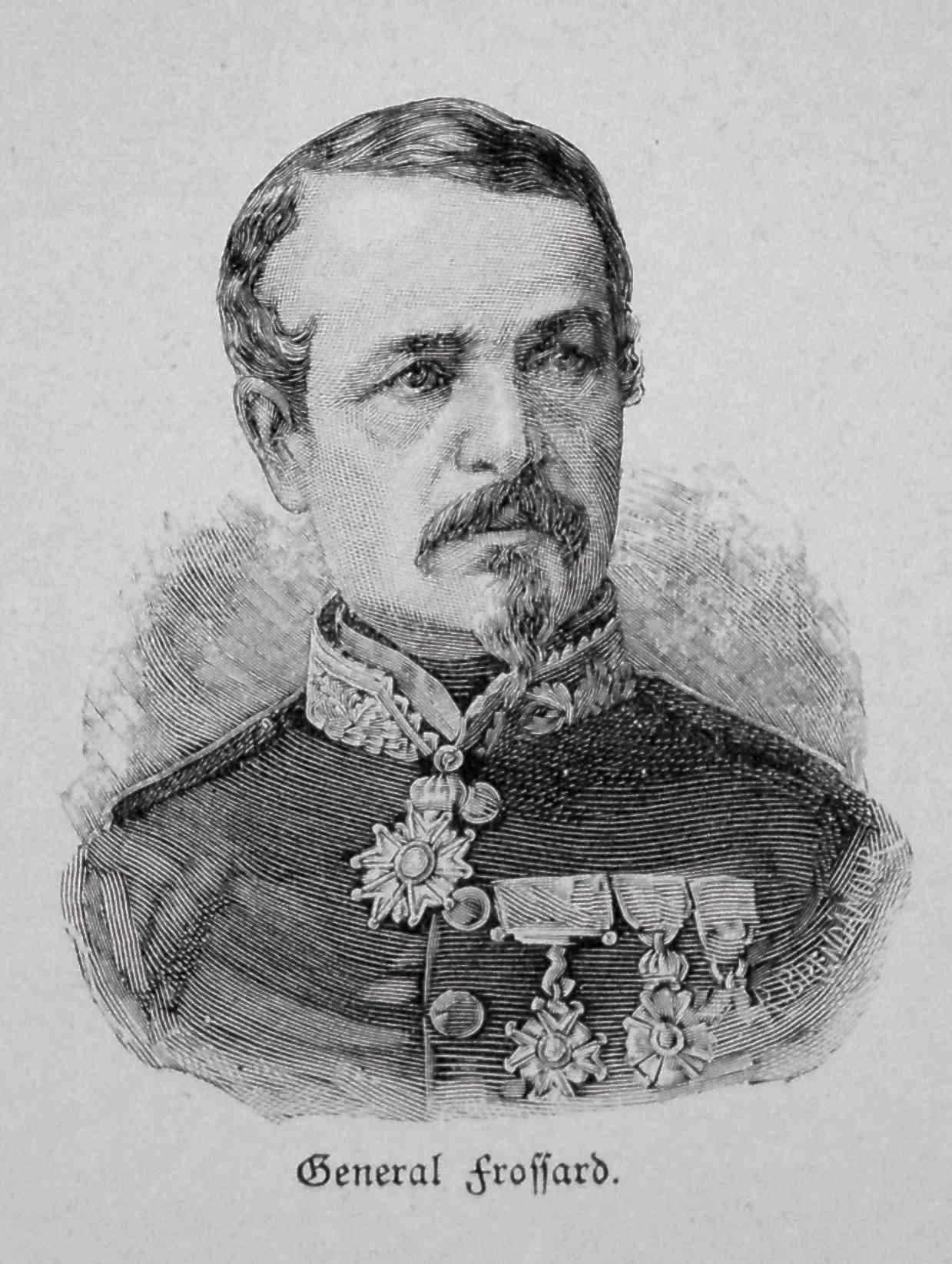
General Charles Auguste Frossard

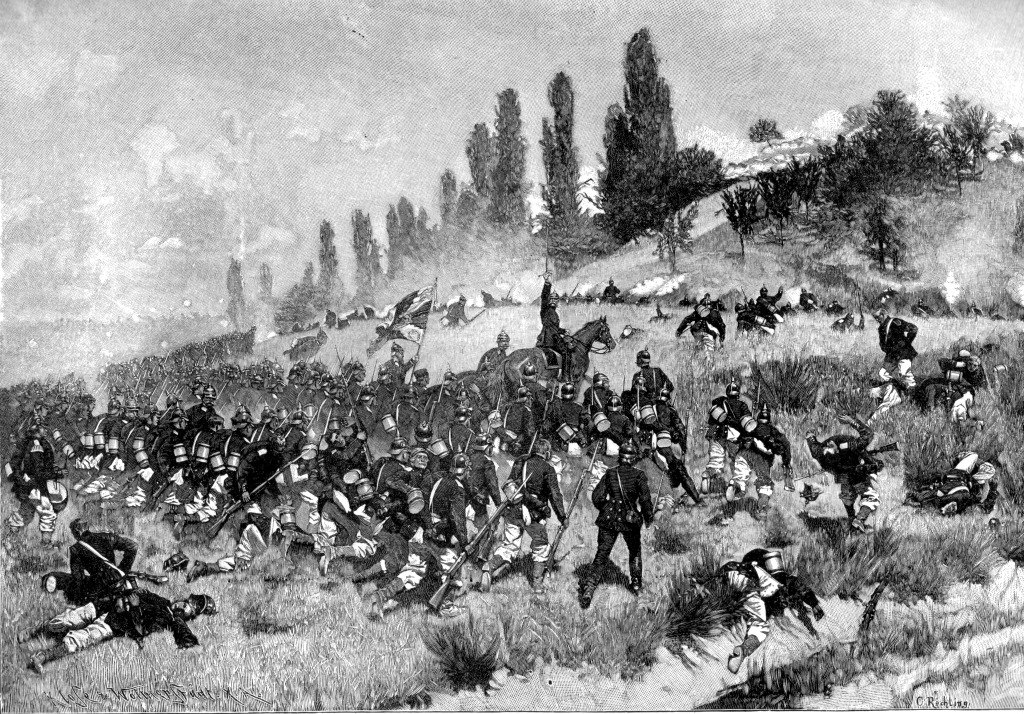
Carl Röchling: Erstürmung des Roten Berges

Nachdem am Morgen des 6. August die Vortruppen der deutschen 1. Armee die Saar überschritten hatten, gewannen sie den Eindruck, die Bahnhöfe von Stieringen und Forbach seien nur durch eine einfache Verteidigungslinie geschützt und die französischen Truppen befänden sich auf dem Rückzug. Das VII. Armee-Korps hatte vom Norden her zuerst den Saarabschnitt überschritten. Während die 14. Division frontal auf den Gegner traf, begann die 13. Division unter General von Glümer die französischen Stellungen um den Forbacher Wald großräumig über Völklingen, Wehrden und Kleinrosseln zu umgehen. General von Kameke, der Kommandeur der 14. Division, hatte erfahren, dass die Franzosen ihre Stellungen westlich von Saarbrücken geräumt hatten und sich auf den Höhen bei Spichern neu festsetzten. Er wollte sich möglichst selbst des hohen Hügelgeländes bemächtigen, um festen Fuß auf dem linken Ufer der Saar zu fassen. Vom VIII. Armeekorps war die 15. Division (General von Weltzien) noch weit zurück. Die Avantgarde der 16. Division (General von Barnekow) traf erst gegen Mittag bei Quierschied und Fischbach ein.
Französische Artillerie bedrohte aber von den Bergen um Spichern aus alle Bewegungen zwischen Saarbrücken und den französischen Stellungen. General Kameke erteilte seiner 14. Division den Befehl zum Angriff. Das 39. und das 74. Regiment, beide unter dem Kommando der 27. Infanterie-Brigade des preußischen Generalmajors Bruno von François, zogen die Metzer Straße entlang und stießen am späten Vormittag bei großer Hitze an der Goldenen Bremm und bei Schöneck auf den erbitterten Widerstand französischer Truppen. Am frühen Nachmittag versuchten die Preußen unter großen Verlusten, den Roten Berg zu erstürmen, wobei v. François durch mehrere Kugeln getroffen und tödlich verletzt wurde. Ein kleiner Teil des Berges konnte besetzt werden; französische Gegenangriffe drohten die Preußen wieder vom Roten Berg zu vertreiben. Einige unter schweren Verlusten an Soldaten und Zugpferden auf den Berg geschaffte Geschütze der Brandenburgischen 5. Division halfen, die Lage zu stabilisieren.

## Eingreifen der deutschen 2. Armee
Die deutsche 2. Armee erhielt bereits früh am Morgen durch die Kavallerie Nachricht von der Räumung der Saarbrücker Höhen. Als Vorhut rückte die 5. Division (General von Stülpnagel) am Morgen aus der Gegend von Neunkirchen in zwei Kolonnen gegen die Saar vor. Die 9. Brigade unter Generalmajor von Doering marschierte auf der großen Straße von Saarbrücken heran, die 10. Brigade unter General von Schwerin ging über St. Ingbert gegen Dudweiler vor. Der Kommandierende General des III. Armee-Korps General von Alvensleben hatte den Hilferuf von General Kameke erhalten und beschleunigte den Vormarsch.
Durch den Geschützdonner alarmiert, beschleunigte auch die 13. Division ihren Vormarsch um den Forbacher Wald und griff ab 15.00 Uhr in die Schlacht ein, die sich bald zu Gunsten der Preußen wendete. Der Kommandierende General des VII. Armeekorps, General von Zastrow, traf auf dem Galgenberg ein und übernahm gegen 16.00 Uhr als dienstältester General den Oberbefehl.
Die Franzosen hatten, ihrer defensiven Taktik folgend, nur begrenzte Gegenangriffe gestartet, so dass die eigentlich bereits geschlagene 14. Division sich sammeln und die Verstärkungen die Initiative übernehmen konnten. Nacheinander wurden die „Goldene Bremm“, der „Rote Berg“ und der „Forbacher Berg“ eingenommen, während es im „Gifertwald“ zu Nahkämpfen kam. Schließlich standen gegen 18.00 Uhr etwa 40 Kompanien von fünf verschiedenen Regimentern teilweise völlig aus ihrem Verband gelöst im Kampf um die Spicherner Höhen. Die 28. Infanterie-Brigade unter General von Woyna erkämpfte sich gegenüber der französischen Division des Generals Bergé bei Stieringen einiges an Gelände. Trotz starken Widerstands gelang es schließlich am linken Flügel, die Franzosen aus dem „Gifert-Wald“ hinauszudrängen und den südlichen Saum zu besetzen. Gegen 19 Uhr befahl General Frossard den Rückzug aus Stieringen, aber um das Dorf zogen sich Kämpfe Mann gegen Mann bis in die Nacht hin. Einige preußische Regimenter umgingen die französischen Stellungen im Norden, so dass diesen die Einschließung drohte, welche nur durch den Rückzug vermieden werden konnte.

„Heute von Mittag bis nach Anbrechen der Dunkelheit lebhaftes und sehr heftiges Gefecht zwischen Saarbrücken und Forbach. 14. Division engagirte das Gefecht, wurde dem sich verstärkenden Feinde gegenüber successive durch 3 Bataillone, 1 Batterie der 16. Division, 3 Bataillone, 2 Batterien und Kavallerie der 2. Armee unterstützt. Die Höhen von Spichern, südlich des Exerzirplatzes, wurden erstürmt, der Feind auf Forbach zurückgeworfen. Während dieser Zeit war die 13. Division über Völklingen vorgegangen, hatte Rosseln genommen und gegen Abend mit ihrer Tête Forbach erreicht. General François todt, sehr viel Verwundete, viele Gefangene von verschiedenen Regimentern des Frossardschen Korps. Zahl noch nicht festzustellen. Ich habe das Kommando übernommen.“

„Theile der 1. Armee gegen Korps Frossard im Gefechte. 5. Division und Theile der 6. in dasselbe eingegriffen. Schwerer blutiger Kampf der Franzosen bei Spichern und auf dem Kreuzberge. Bei Einbruch der Dunkelheit der Sieg für uns vollständig entschieden.“

Von den fast 20.000 preußischen Soldaten fielen 850 und etwa 4.000 wurden verwundet; von etwa 25.000 französischen Soldaten starben 320, 1.660 wurden verwundet und 2.100 gefangen genommen.
Ein Grund für den preußischen Sieg war das zögerliche Verhalten der französischen Führung: Frossard wurde am frühen Nachmittag in seinem Quartier in Forbach vom Anrücken der preußischen Verstärkung informiert und bat seinen Vorgesetzten, den Marschall Bazaine (1811–1888), Oberbefehlshaber der Armee Lothringen, dringend um Hilfe, nachdem er vorher angebotene Verstärkungen abgelehnt hatte. Bazaine hatte Einheiten in Sankt Avold, nur 30 Eisenbahnkilometer westlich, zögerte aber mit deren Entsendung.
Der Sieg der Preußen war unvorhergesehen: Moltke und die Heeresleitung waren noch in Mainz, kannten nicht die französischen Stellungen und hatten noch keinen Angriffsbefehl gegeben. Das eigenmächtige Handeln von Teilen der Armee Steinmetz wurde durch diesen später gedeckt. Es war ein Risiko, einen Feind von unbekannter Truppenstärke und in starken Stellungen anzugreifen; der Angriff hätte in einer Niederlage enden können.

## Nach der Schlacht

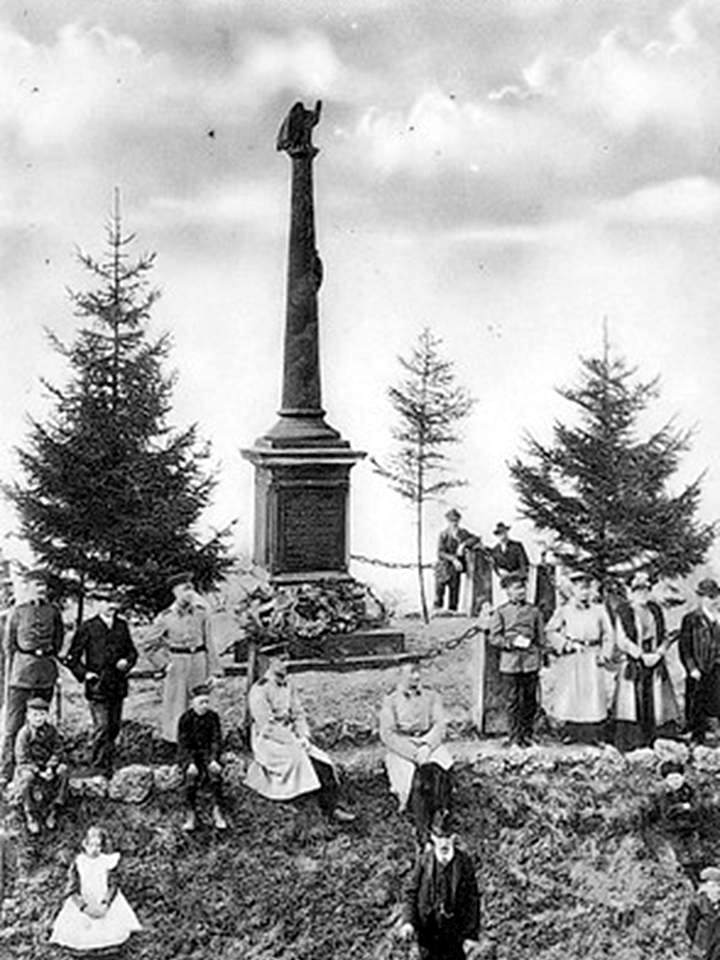
Zeitnahe Postkarte mit Ehrenmal für das Niederrheinische Füsilier-Regiment Nr. 39 (noch mit Reichsadler auf der Spitze)

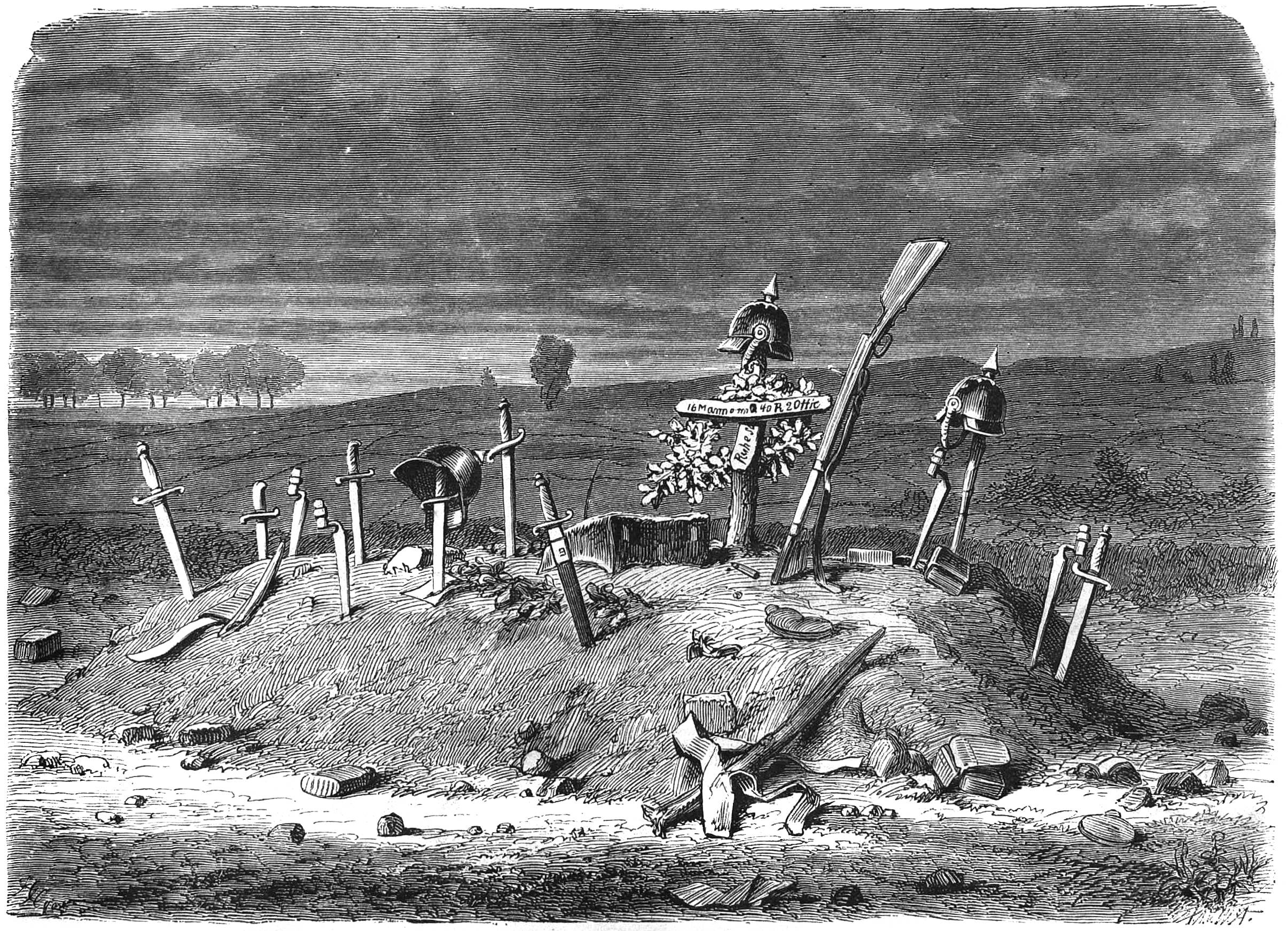
Soldatengrab bei Spichern 1870.

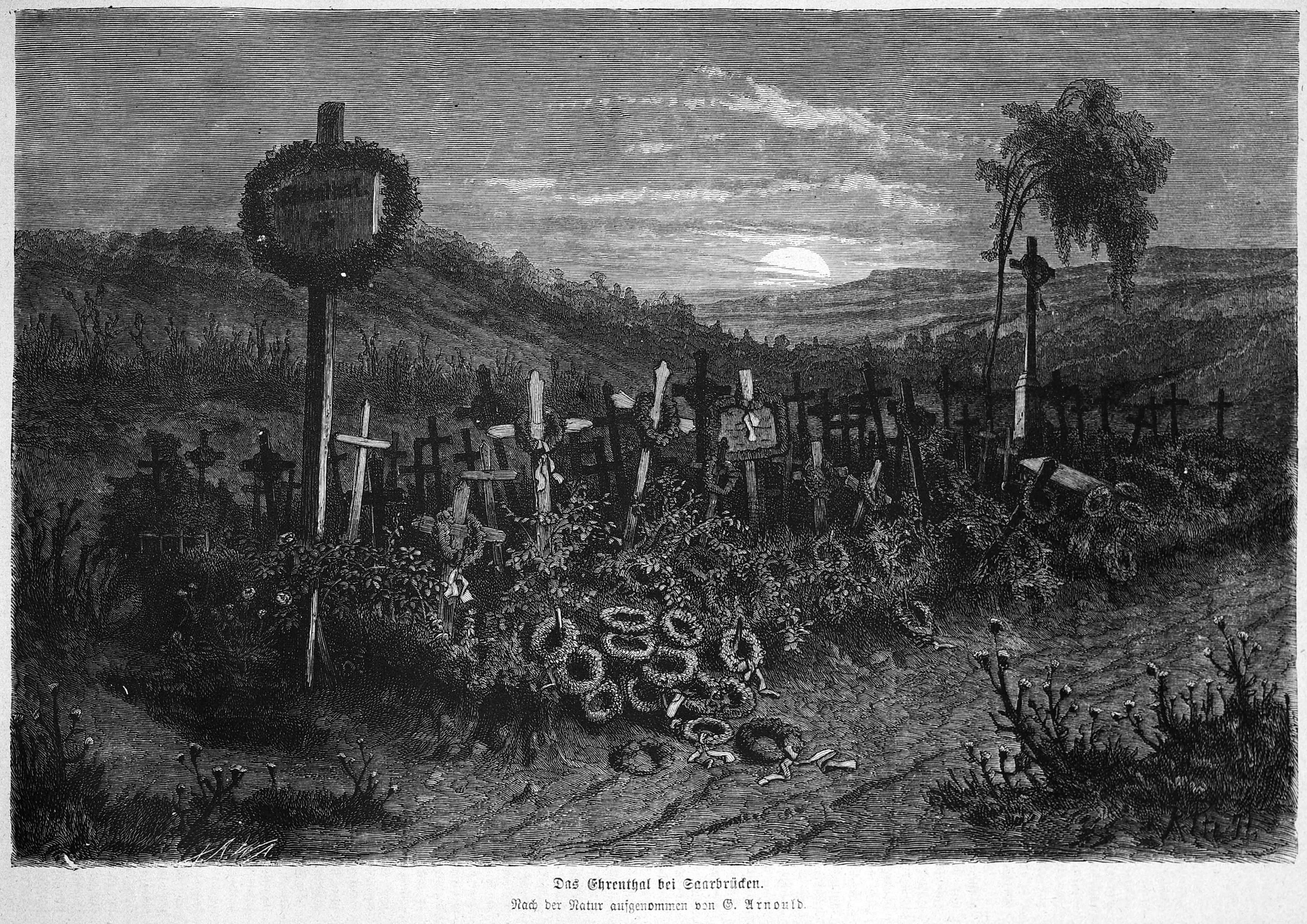
Soldatenfriedhof Ehrenthal in Saarbrücken 1870.

Die Preußen, die schwere Verluste erlitten hatten, organisierten den Abtransport von Toten und Verwundeten nach Saarbrücken, da die Feldlazarette noch nicht eingetroffen waren.

„In Summa haben wir in den von uns verwalteten Lazarethen über 800 Blessirte behandelt. Dazu sind mehrere von den jüngeren Doktoren auf den Bahnhöfen stationirt gewesen, und haben Blessirten-Zügen – welche auf unserer Etappe über 20.000 Verwundete in fernere Lazarethe geführt haben – ärztlichen und chirurgischen Beistand geleistet. Da die Franzosen aus sehr weiter Entfernung und massenhaft geschossen haben, so hatten die meisten Verwundeten mehrere Verletzungen, meist eine eben so schwer wie die andere. Blessirte mit einer Wunde gehörten zu den Seltenheiten in diesem Kriege.“

In der Nacht trat Frossard den Rückzug nach Saargemünd an. Am nächsten Morgen besetzten die Preußen kampflos Forbach. Dadurch stand der Weg in Richtung Metz offen. Metz wurde ab dem 20. August 1870 belagert; nach mehreren vergeblichen Ausbruchsversuchen kapitulierten am 20. Oktober 1870 etwa 150.000 Soldaten unter Marschall Bazaine.
Bazaine wurde unter dem Druck der öffentlichen Meinung von einem Kriegsgericht der Pflichtverletzung für schuldig befunden, degradiert und zum Tode verurteilt. Die Todesstrafe wurde später in eine Haftstrafe umgewandelt.

## Gedenken

### Straßennamen
Im Deutschen Kaiserreich wurden viele Straßen nach dem Ort der Schlacht benannt und während der Zeit des Nationalsozialismus einige. So gibt es eine „Spichernstraße“ seit dem 16. März 1888 in Berlin-Wilmersdorf, nach der auch eine U-Bahn-Station benannt ist, und in Kiel seit dem 9. März 1900. Außerdem im Bonner Ortsteil Godesberg-Nord (seit 1933), in München, in Hamm, zwei in Duisburg [Rheinhausen und Meiderich-Berg], Düsseldorf, Essen, Hannover, Lünen, Köln und Ulm.
In Schönebegk bei Vetschau wurde ein Gasthof errichtet, der den Namen Zur Spicherer Höhe erhielt.

### Ehrenmale und Denkmäler
Auf dem Plateau des Roten Berges befinden sich einige Ehrenmale für die Gefallenen der deutschen und französischen Regimenter. Die Ehrenmale für die deutschen Regimenter wurden am 6. August 1872 eingeweiht. Weitere Ehrenmale und Grabstätten befinden sich im Deutsch-Französischen Garten und auf dem Saarbrücker Waldfriedhof. Nur die beiden auf der deutschen Seite befindlichen Ehrenmale sind noch im Originalzustand, bei den Ehrenmalen auf französischem Boden wurden vor Jahren die gusseisernen Adler entfernt. An allen Ehrenmalen befinden sich Tafeln mit den Namen der in Spichern gefallenen Soldaten. Auf dem Saarbrücker Winterberg, der in der Schlacht eine Rolle gespielt hatte, wurde in den Jahren 1872 bis 1874 das Winterbergdenkmal errichtet, von dem heute nur noch der rekonstruierte Sockel erhalten ist.
Eine selbstlose Samariter-Rolle bei der Schlacht spielte Katharine Weißgerber (Schultze Kathrin genannt), eine Haushilfe und Kindermädchen aus Saarbrücken. Sie brachte unter Lebensgefahr auf dem Schlachtfeld zahlreiche deutsche und französische verletzte Soldaten in Sicherheit und versorgte sie mit Wasser, für Sterbende suchte sie im Kugelhagel nach einem Priester. Nach Ende des Krieges erhielt sie von König Wilhelm I. als Anerkennung für ihren selbstlosen Einsatz das Verdienstkreuz für Frauen und Jungfrauen. Ihr Grab befindet sich auf dem Saarbrücker Ehrenfriedhof im Deutsch-Französischen Garten. Sie starb am 6. August 1886, dem 15. Jahrestag der Schlacht.

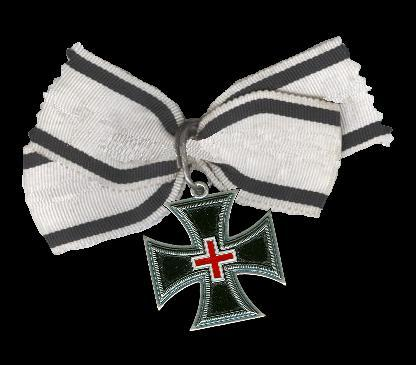
Verdienstorden für Frauen.

Der Lulustein auf der Bellevue im Stadtteil Alt-Saarbrücken bezeichnet die Stelle, wo nach mündlicher Überlieferung am 2. August 1870 der 14-jährige Napoléon Eugène Louis Bonaparte, der Sohn Napoleons III., zum ersten Mal eine Kanone abgefeuert haben soll. Er markiert zugleich das weiteste Vordringen der französischen Armee.

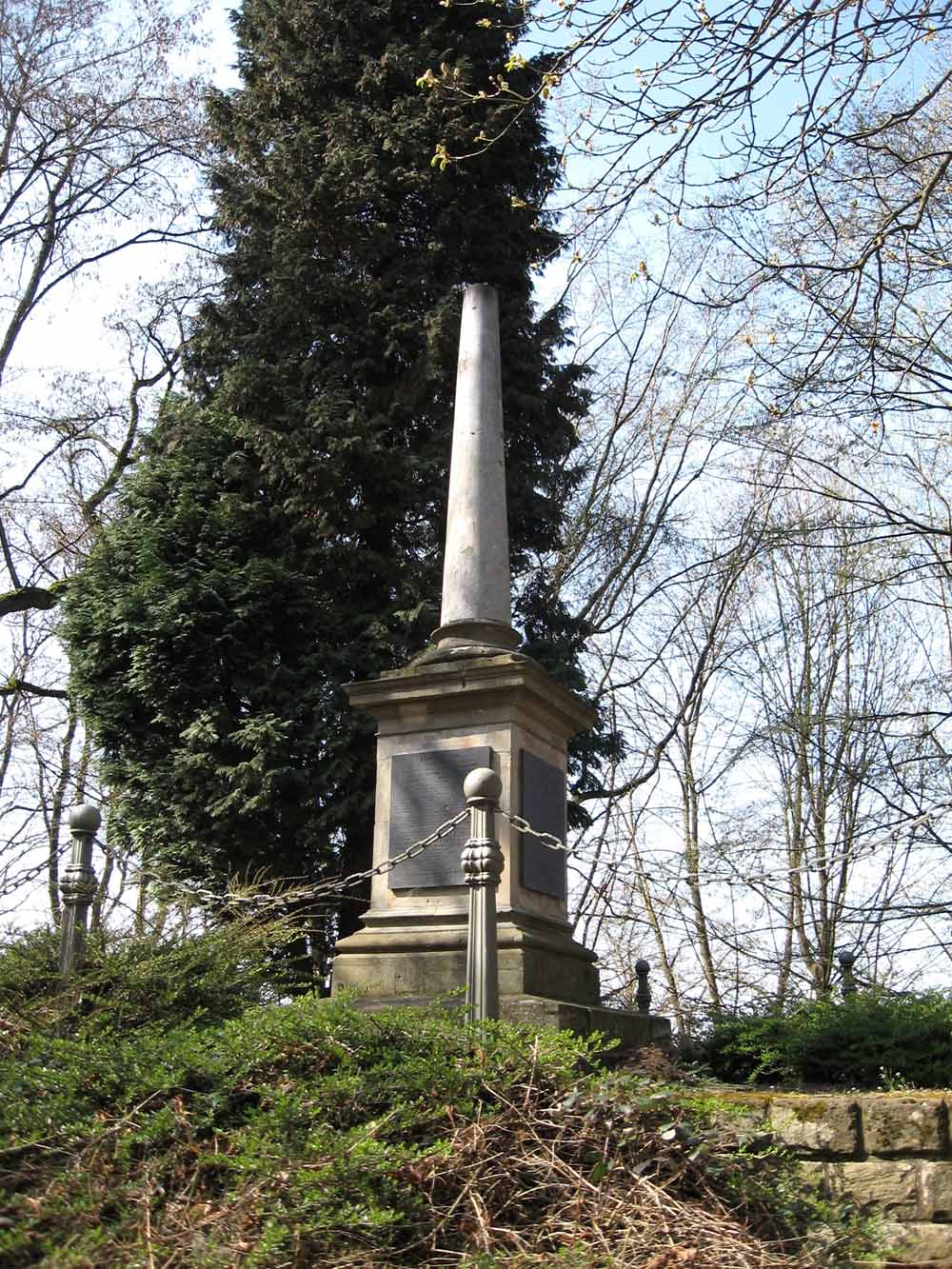
Ehrenmal für das Niederrheinische Füsilier-Regiment Nr. 39
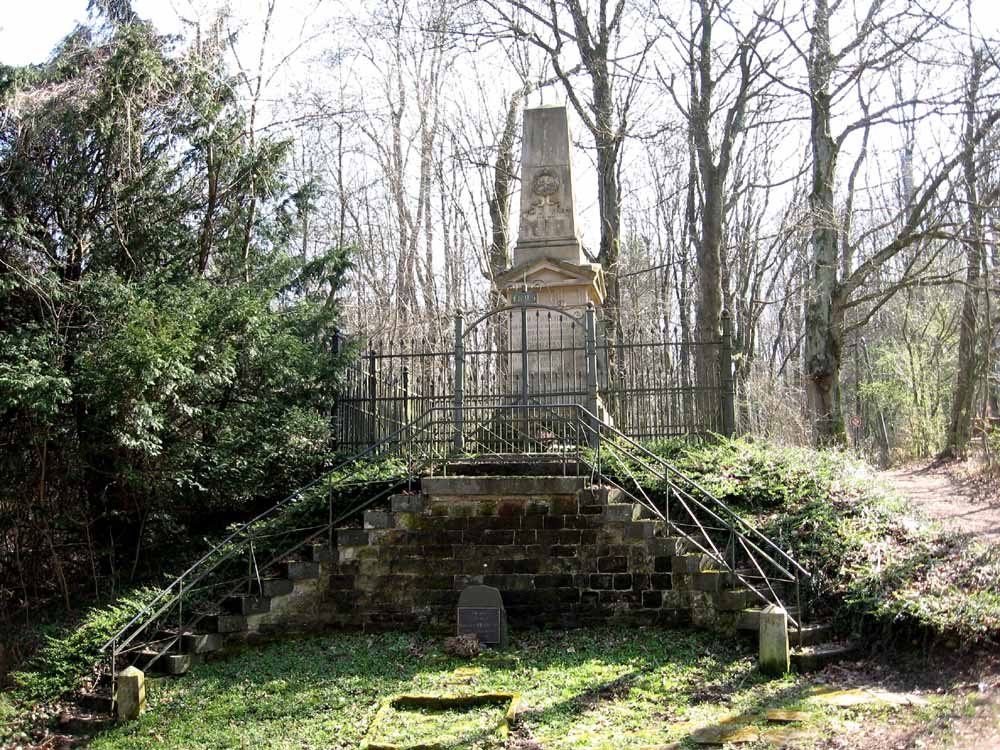
Ehrenmal für das Hohenzollernsche Füsilier-Regiment Nr. 40
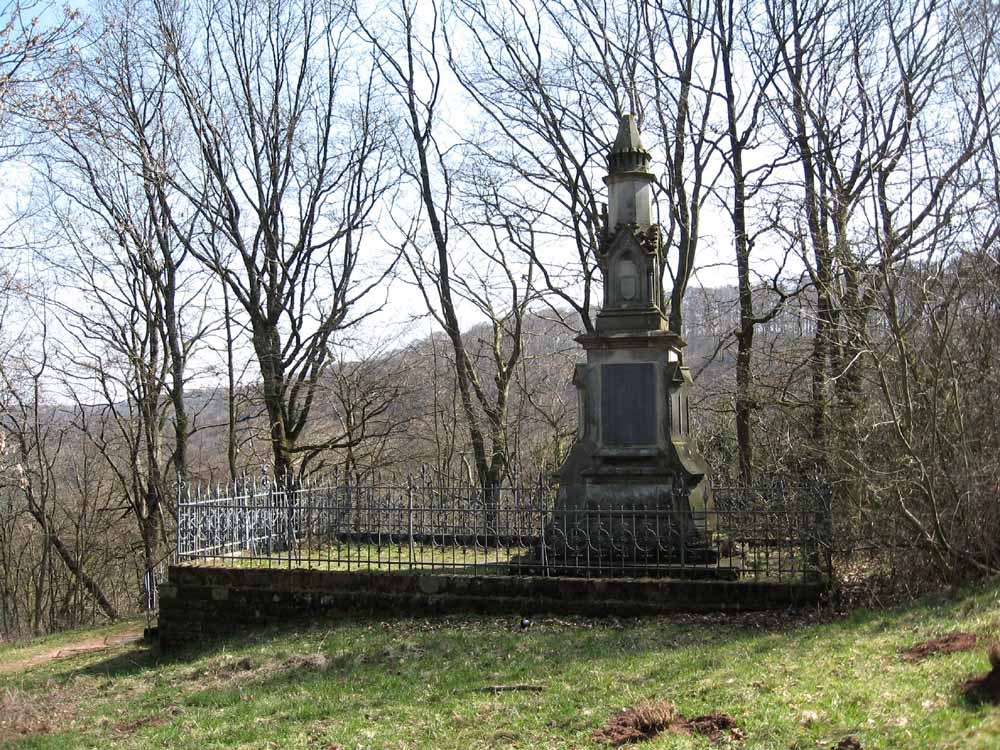
Ehrenmal für das 5. Brandenburgische Infanterie-Regiment Nr. 48 „Von Stülpnagel“.
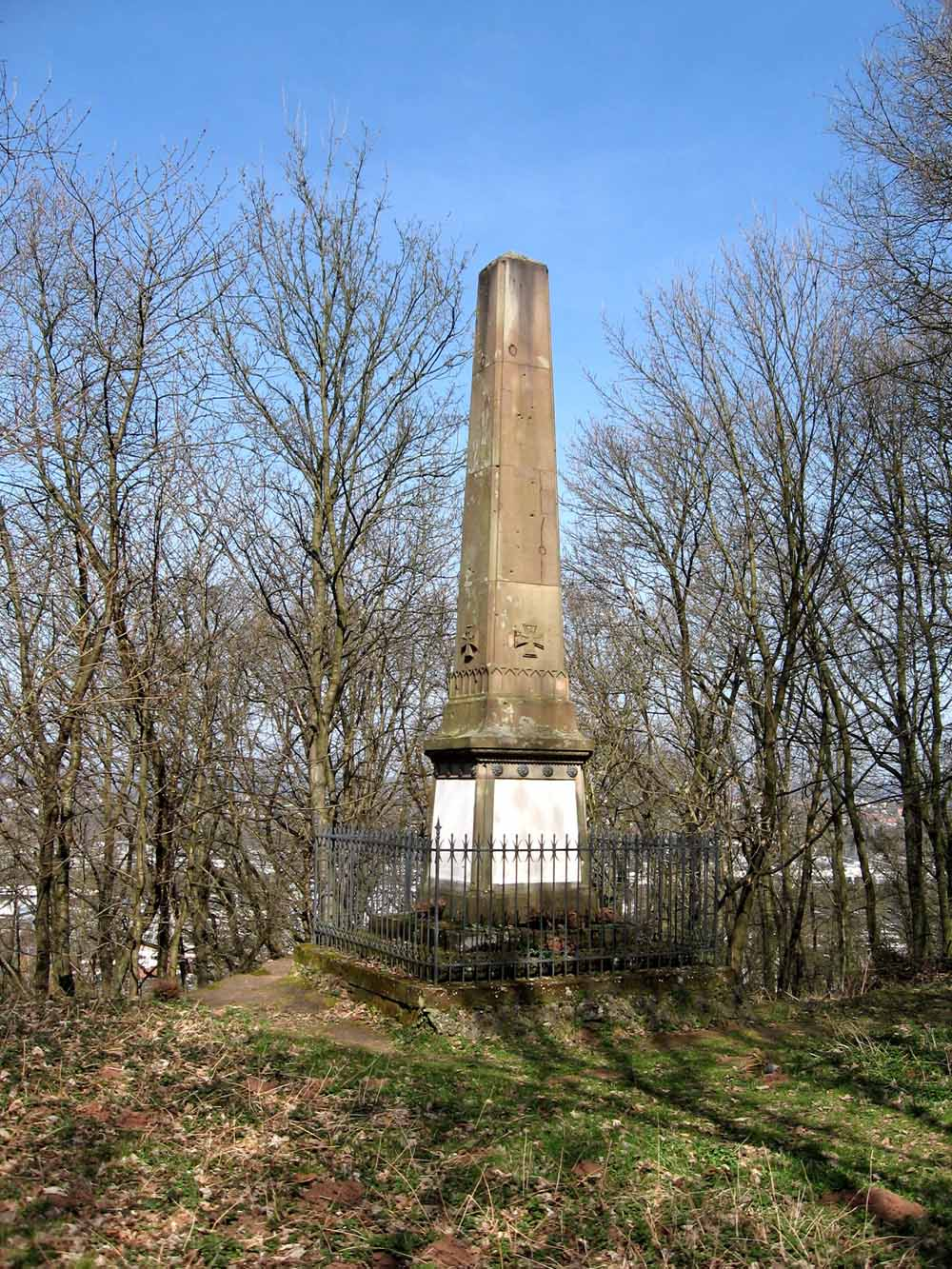
Ehrenmal für das 1. Hannoversche Infanterie-Regiment Nr. 74
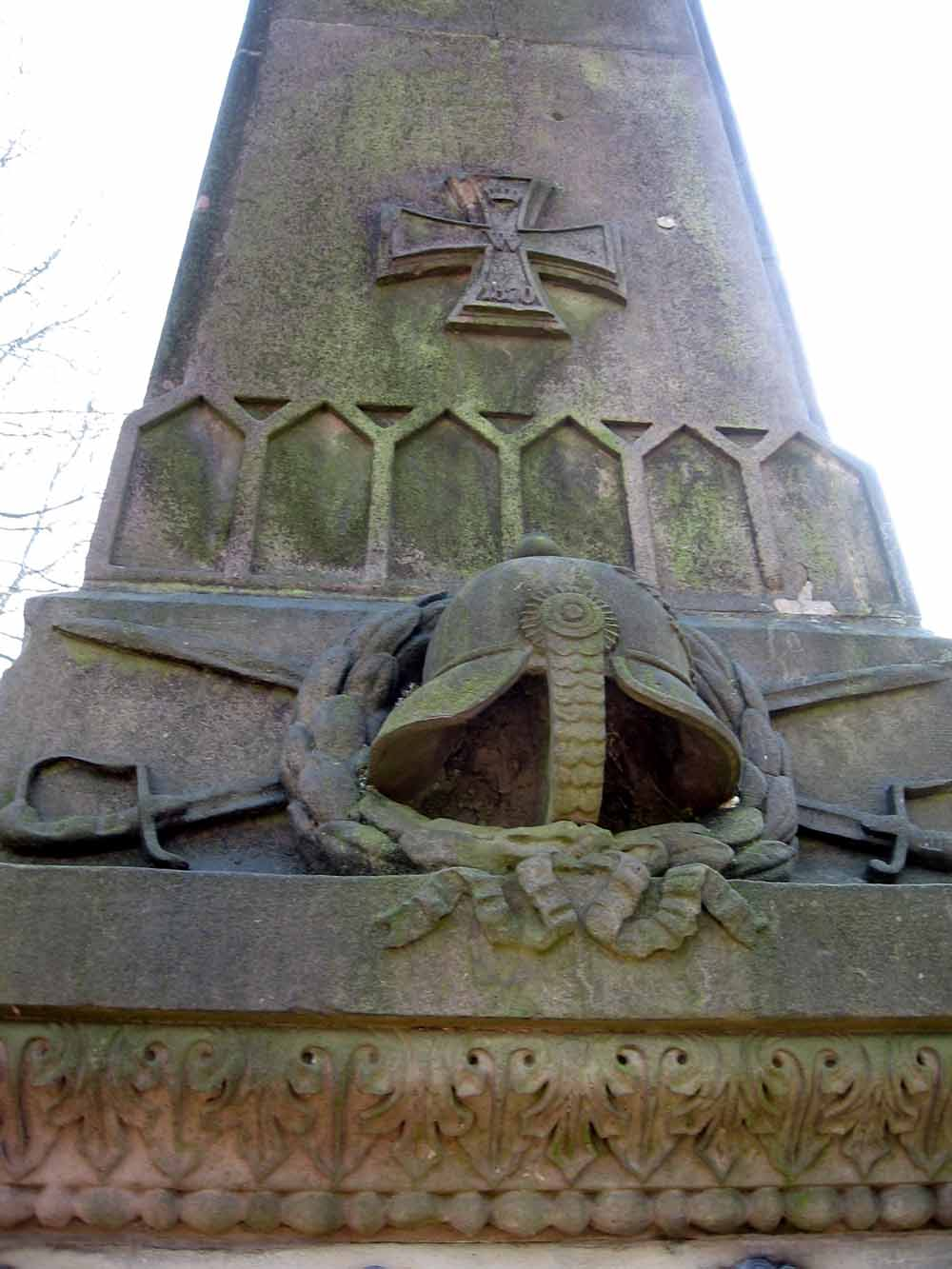
Detail des Ehrenmals für das 1. Hannoversche Infanterie-Regiment Nr. 74
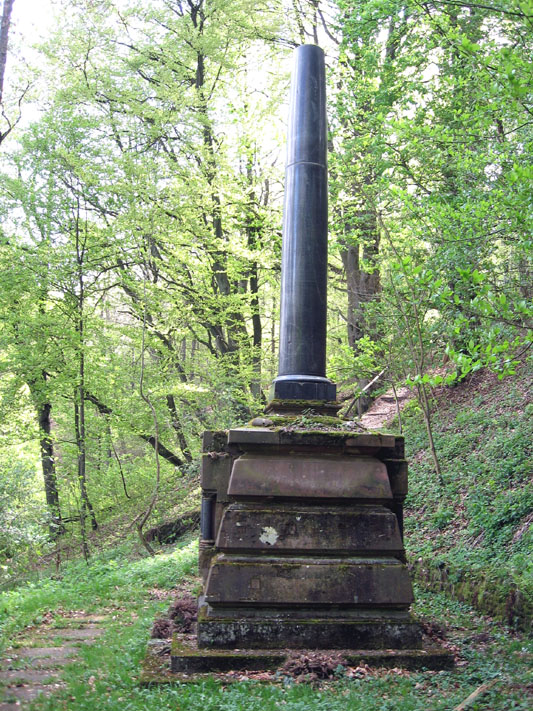
Ehrenmal für das 2. Brandenburgische Grenadier-Regiment Nr. 12
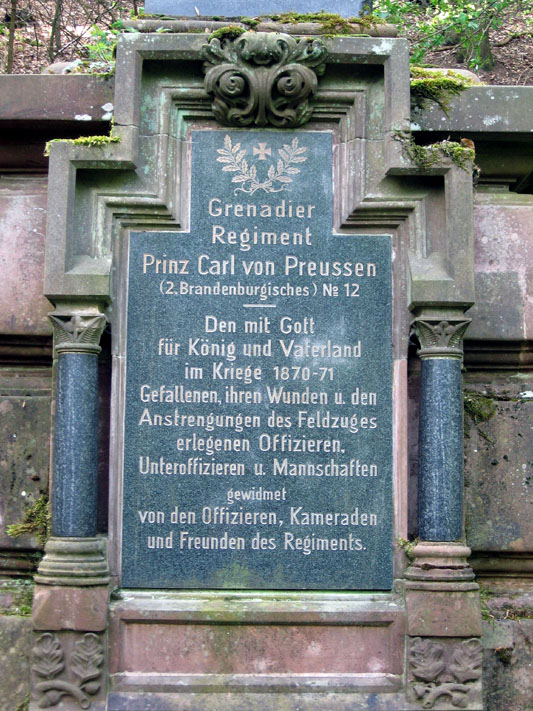
Detail des Ehrenmals für das 2. Brandenburgische Grenadier-Regiment Nr. 12
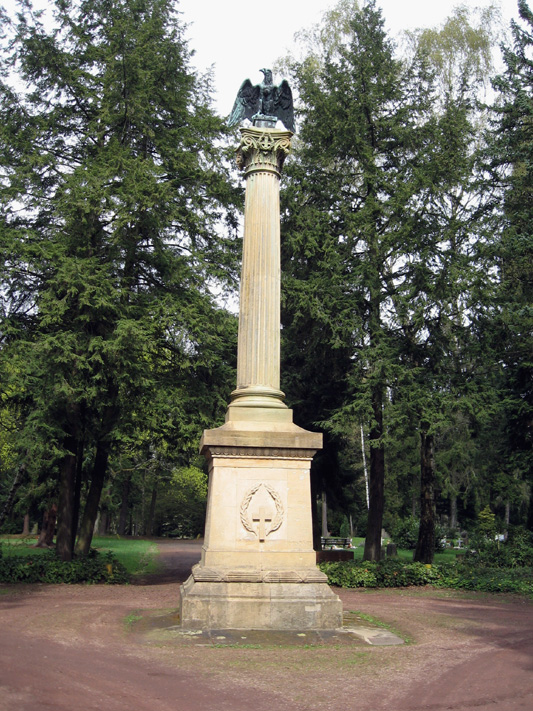
Ehrenmal für das 2. Hannoversche Infanterie-Regiment Nr. 77 auf dem Saarbrücker Waldfriedhof
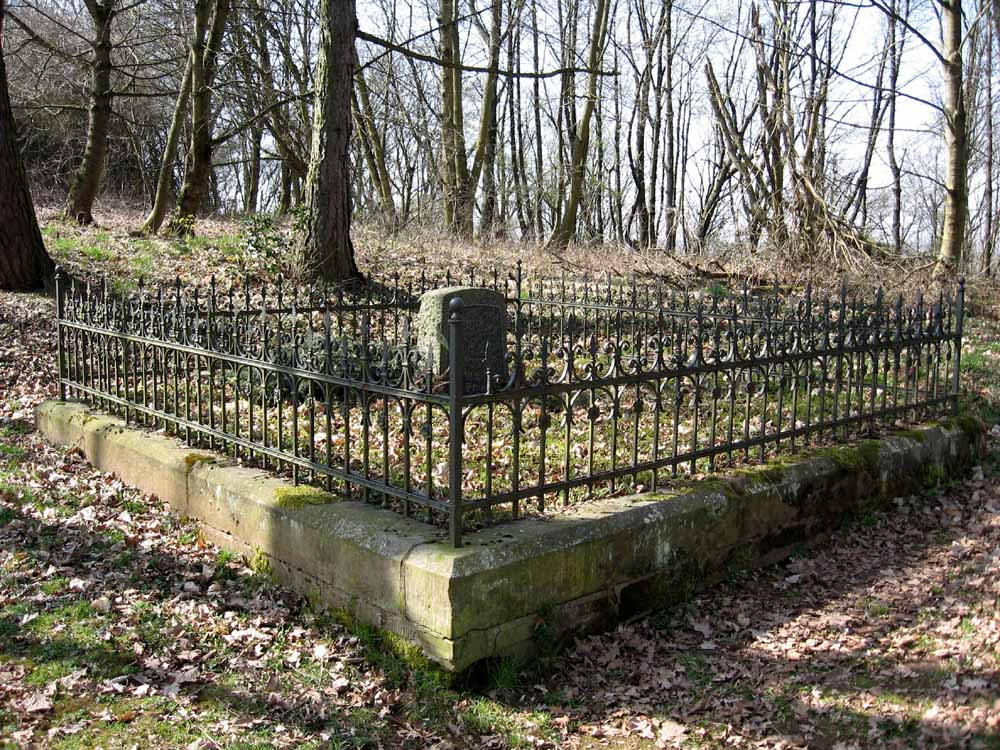
Sterbeort von Generalmajor Bruno von François auf dem Roten Berg von Spicheren
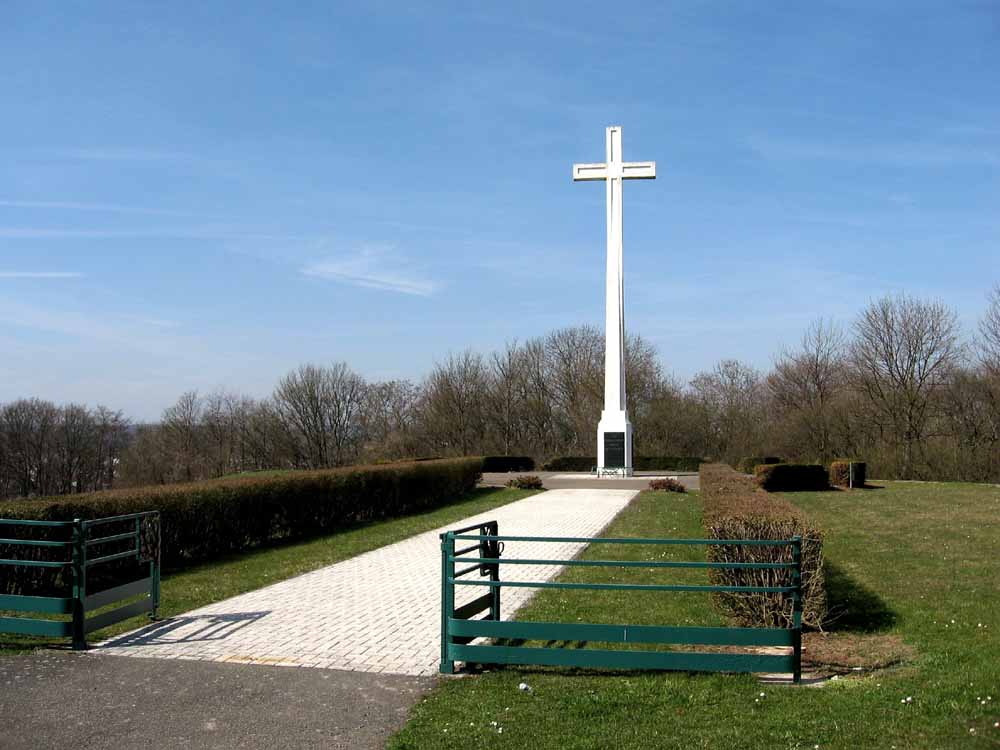
Erinnerungsstätte an die Schlacht am 6. August 1870
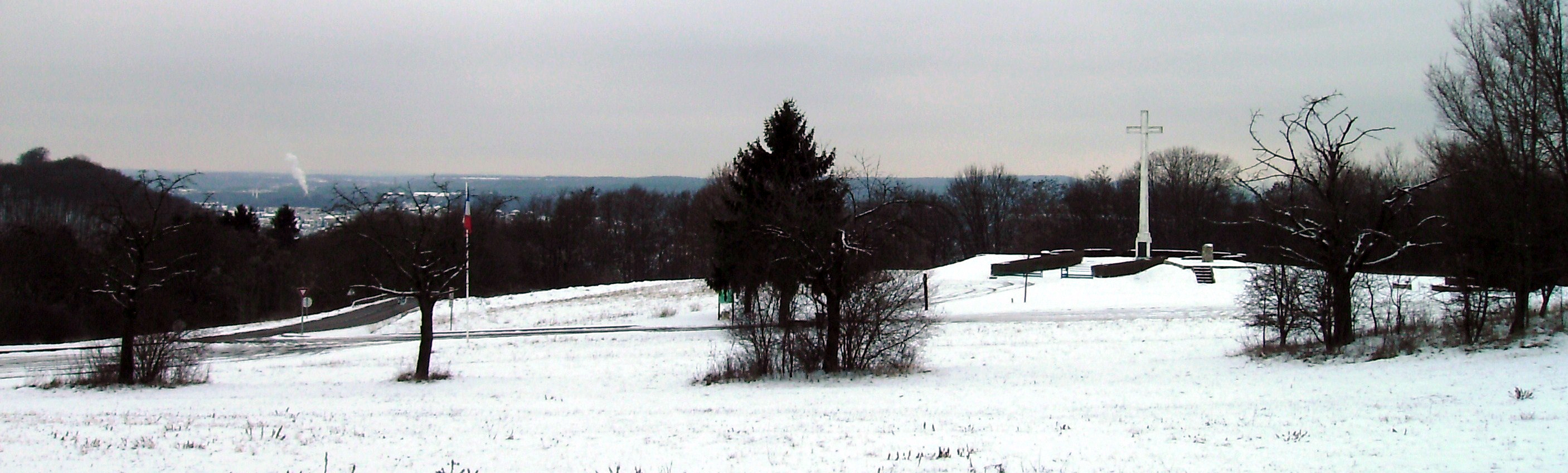
Ehrenmal auf der Spicherer Höhe mit Blick in das Forbacher Becken

### Saarbrücker Rathauszyklus und Spichern-Museum
Hauptartikel: Saarbrücker Rathauszyklus

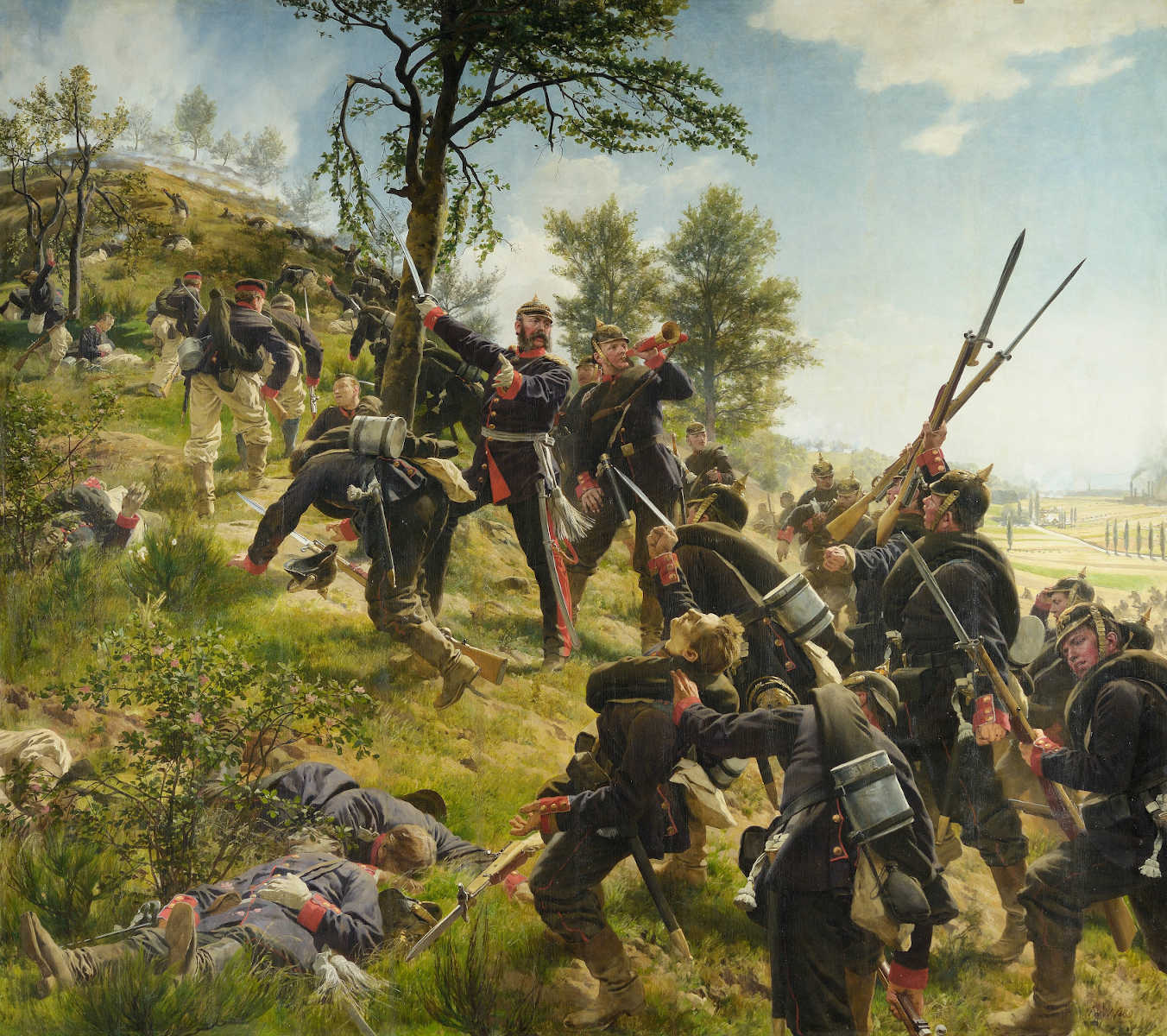
Anton von Werner: Sturm auf den Spicherer Berg, 1880

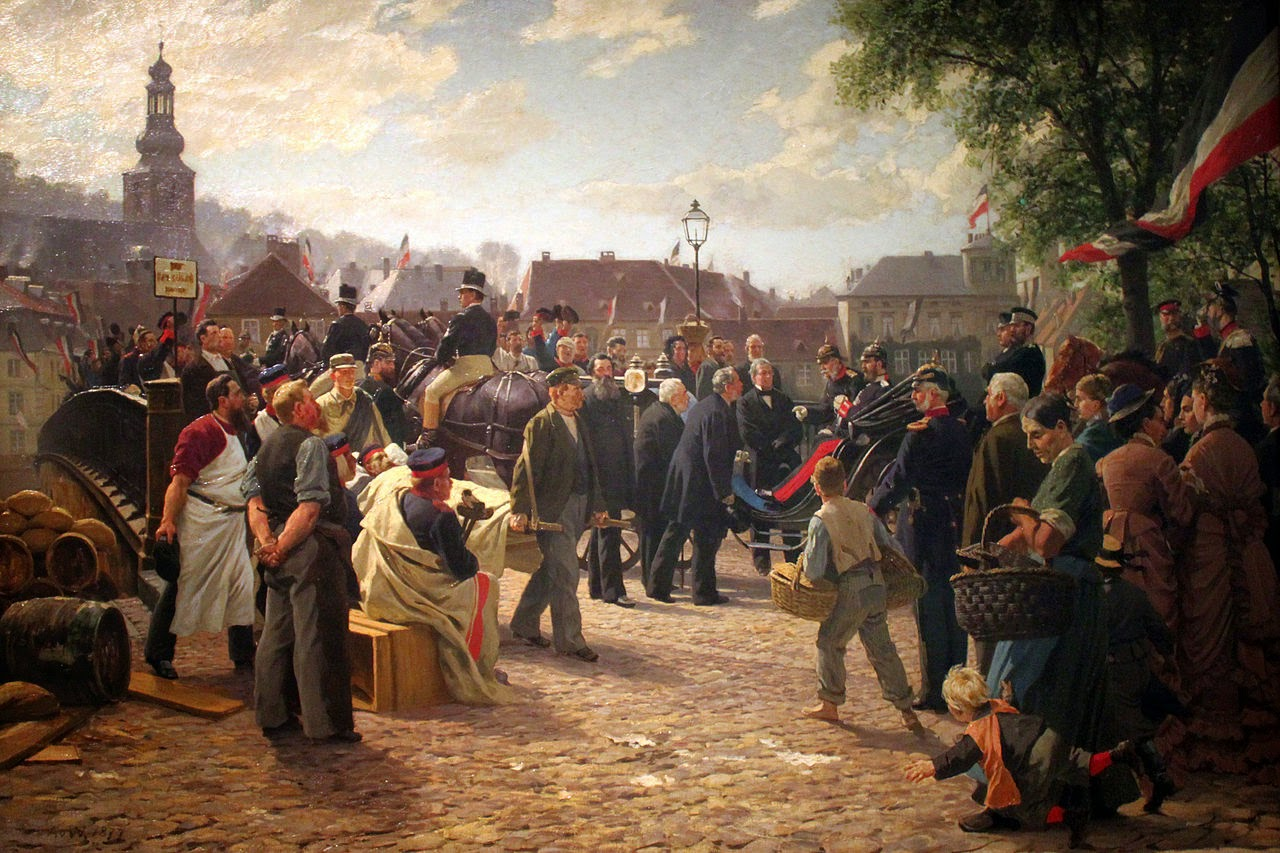
Farbskizze zu Ankunft König Wilhelms I. in Saarbrücken, Deutsches Historisches Museum

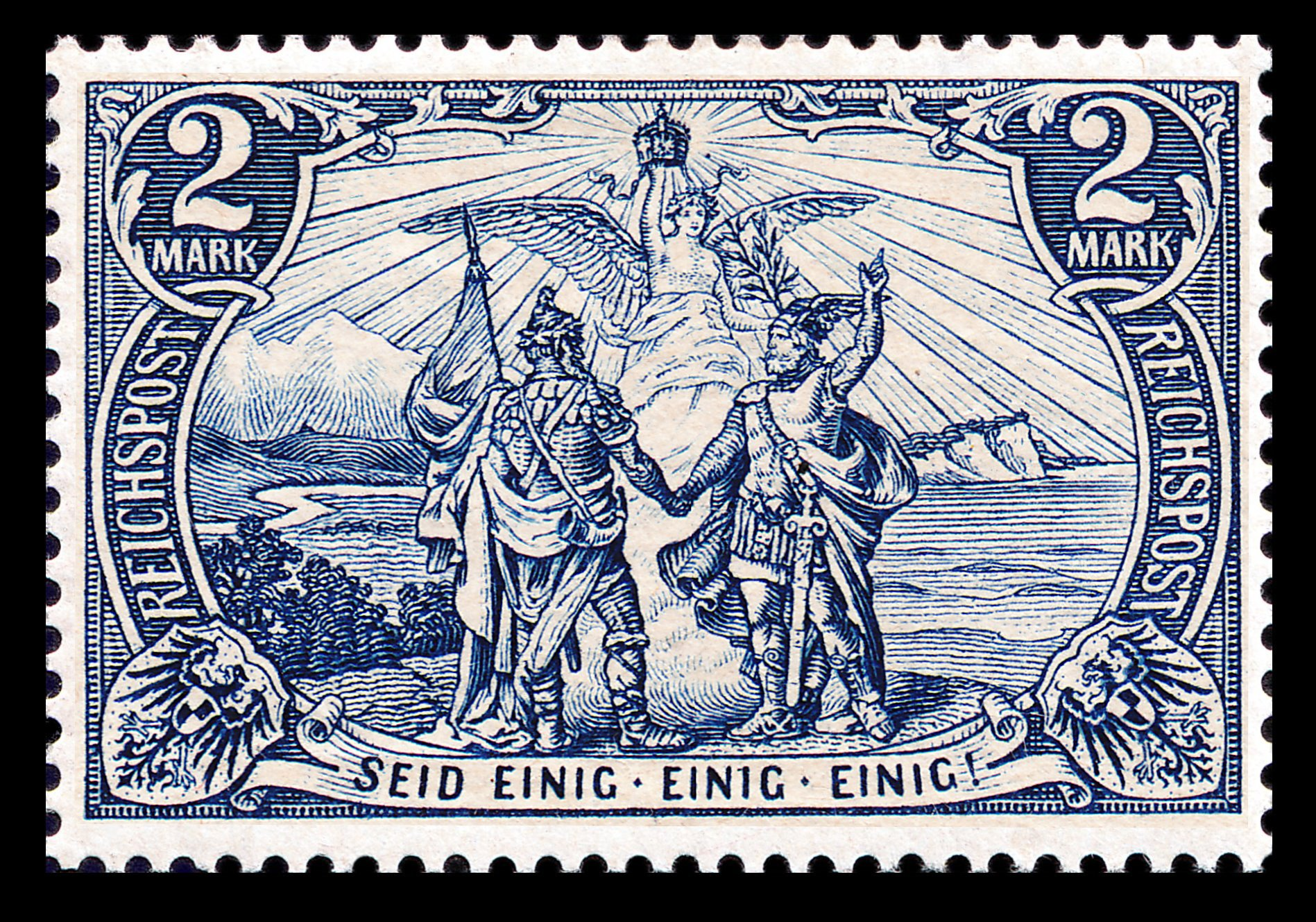
Briefmarke nach dem „Victoria“-Gemälde

Noch während des Krieges hatte es Planungen des preußischen Kultusministers Heinrich von Mühler für einen patriotischen Bilderzyklus gegeben, der der Stadt Saarbrücken aus Dankbarkeit für die Unterstützung in der Schlacht und im Krieg geschenkt werden sollte. Der Bilderzyklus, dessen Ausführung der Maler Anton von Werner übernahm, wurde am 8. August 1880 in einem eigens dafür errichteten saalartigen Anbau des damaligen Rathauses von Saarbrücken, des heutigen Alten Rathauses, präsentiert.
Das zum Rathauszyklus gehörende „Victoria“-Gemälde diente als Motiv einer Dauerbriefmarkenserie der Reichspost mit repräsentativen Darstellungen des Deutschen Kaiserreichs.
Der Anbau wurde als repräsentativer Sitzungs- und Festsaal genutzt. Nach der Eingliederung des Saargebietes in das Deutsche Reich wurde im Juni 1936 im Ratssaal und einem angrenzenden Raum das Spichern-Museum eröffnet, das im Sinne der nationalsozialistischen Ideologie die Rolle des Saargebietes als Bollwerk gegen Frankreich darstellen sollte. Das Museum bestand jedoch nur wenige Jahre, da es zu Beginn des Zweiten Weltkrieges im Jahr 1939 erstmals und dann im Jahr 1942 endgültig evakuiert werden musste. Das Alte Rathaus und der Anbau wurden beim schweren Bombenangriff auf Saarbrücken vom 5. Oktober 1944 zerstört. Die Bilder konnten jedoch gerettet werden und waren danach auf dem Dachboden des Rathauses St. Johann eingelagert. Nach einer umfangreichen Restaurierung wird der Saarbrücker Rathauszyklus seit März 2021 im Historischen Museum Saar wieder dauerhaft präsentiert.
Der Bildhauer Wilhelm Schneider modellierte im Jahre 1895 zum 25-jährigen Gedenken der Schlacht zwei lebensgroße Statuen nach dem Bildausschnitt, der von François und den Trompeter zeigt. Die Figurengruppe „Von François mit Trompeter“ wurde als provisorisches Gipsmodell vor der Bergwerksdirektion in St. Johann aufgestellt und danach in den St. Johanner Volksgarten gebracht, wo es lange Jahre stand und ungeschützt der Witterung ausgesetzt mit der Zeit verfiel. Zu einem unbekannten Zeitpunkt wurden die Reste beseitigt. Eine Ausführung des Denkmals in Bronzeguss scheiterte an der Kostenfrage und der Frage einer möglichen Beteiligung der Stadt St. Johann an der Finanzierung des Projekts.

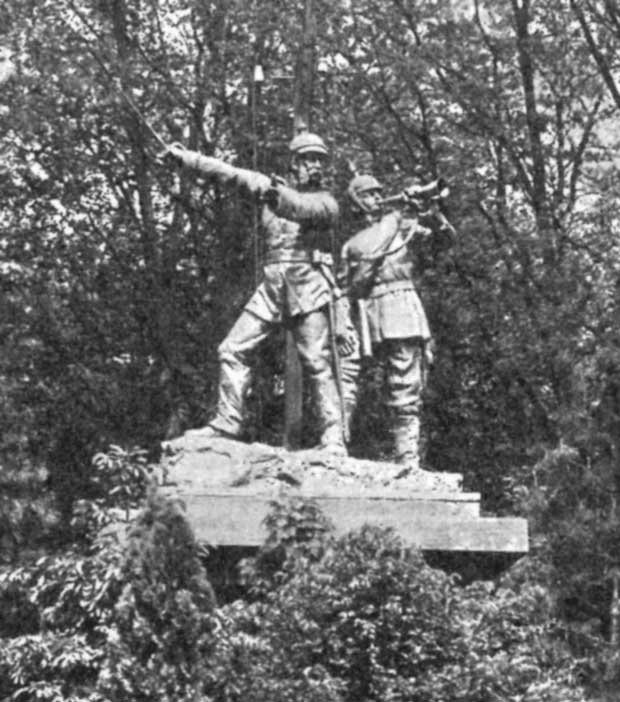
Figurengruppe „Bruno von François mit Trompeter“